# Masca de Aur (premiu)
Masca de Aur (în rusă Золотая Маска, Zolotaia Maska) este un festival rus de teatru și un premiu național de teatru fondat în 1993 de Uniunea Muncitorilor din Teatru din Federația Rusă (Союз театральных деятелей Российской Федерации, prescurtat cu litere latine STD RF). Prima ceremonie a avut loc în 1995. Președintele festivalului este Igor Kostolevski (care l-a schimbat pe Georgi Taratorkin în 2017).
Premiul - imaginea „măștii de aur” - a fost inventat și creat de scenograful rus, Artist al Poporului din Rusia, Oleg Șeințis (Шейнцис, Олег Аронович), care la acea vreme era secretarul STD RF (Uniunii).